# Pachycladon enysii
Pachycladon enysii är en korsblommig växtart som först beskrevs av Thomas Frederic Cheeseman, och fick sitt nu gällande namn av Peter B. Heenan och A.D. Mitchell. Pachycladon enysii ingår i släktet Pachycladon och familjen korsblommiga växter. Inga underarter finns listade i Catalogue of Life.